# Gråtrut
Gråtrut (Larus argentatus) är en havsfågel inom familjen måsfåglar (Laridae). Den har vit undersida, vitt huvud, grå vingovansida, gul näbb med en röd fläck och vanligen skära ben. Fågeln förekommer i norra och västra Europa, från Barents hav till Biscayabukten i Frankrike. Den påträffas vanligen vid kuster, men framför allt i Norden uppträder den även i inlandet. Gråtruten omfattade tidigare en stor mängd gråmantlade trutpopulationer på hela norra halvklotet. Dessa urskiljs numera vanligen som egna arter. Beståndet är livskraftigt globalt, men i Finland minskar arten så pass kraftigt i antal att den numera anses vara utrotningshotad.

## Utseende och läte
Gråtruten är en stor måsfågel, med kroppslängden 55–67 cm, ett vingspann på 140–155 cm och väger ungefär 1 200 gram. Den adulta fågeln har en gul näbb med en röd fläck på undernäbben. Dess rygg är ljusgrå liksom vingarna där vingspetsarna är svarta med små, vita prickar. Benen är vanligtvis skära, men det finns individer med svagt gula ben. 

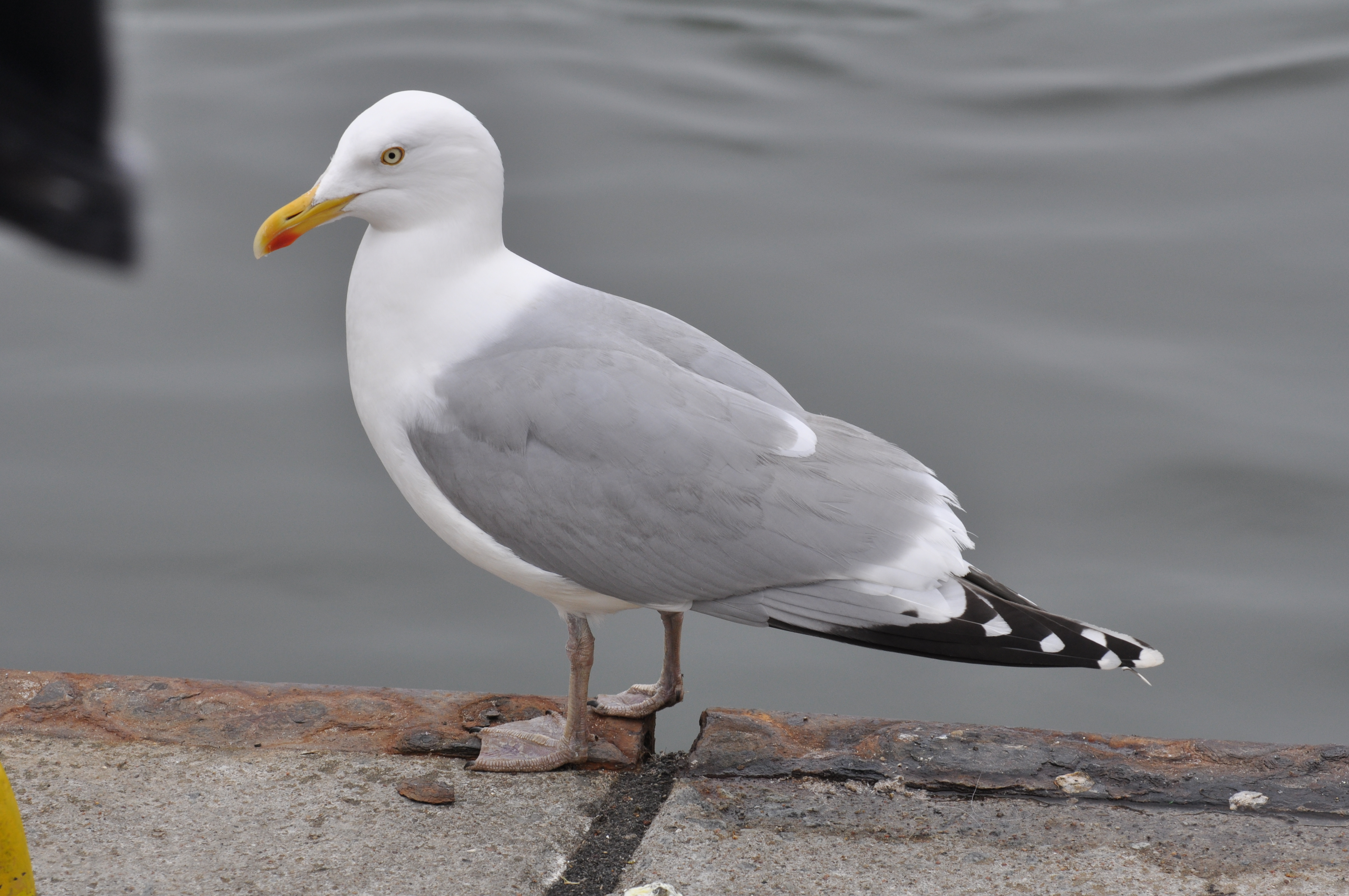
Adult i sommardräkt.

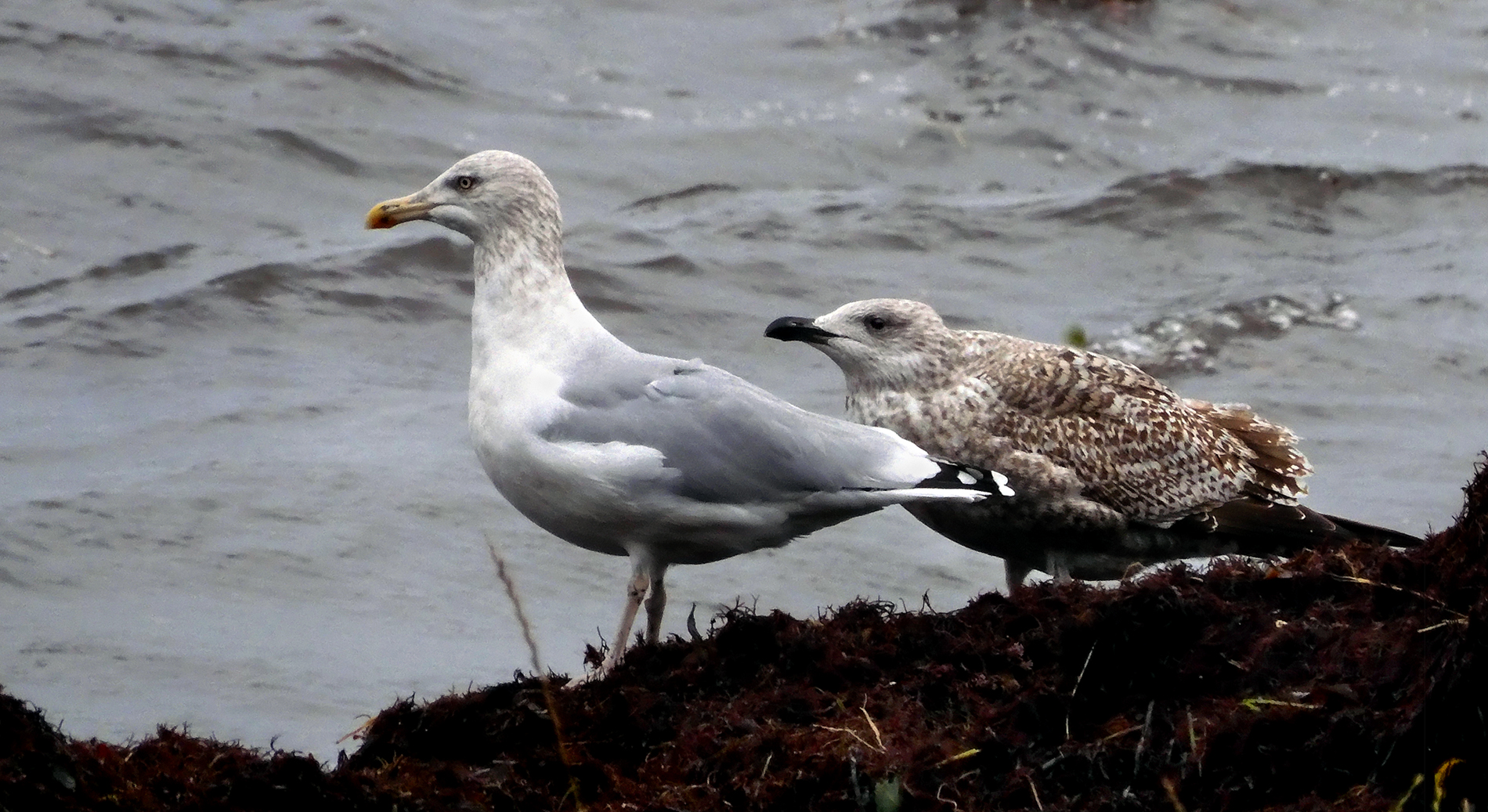
Adult i vinterdräkt med 1k tiggande unge.

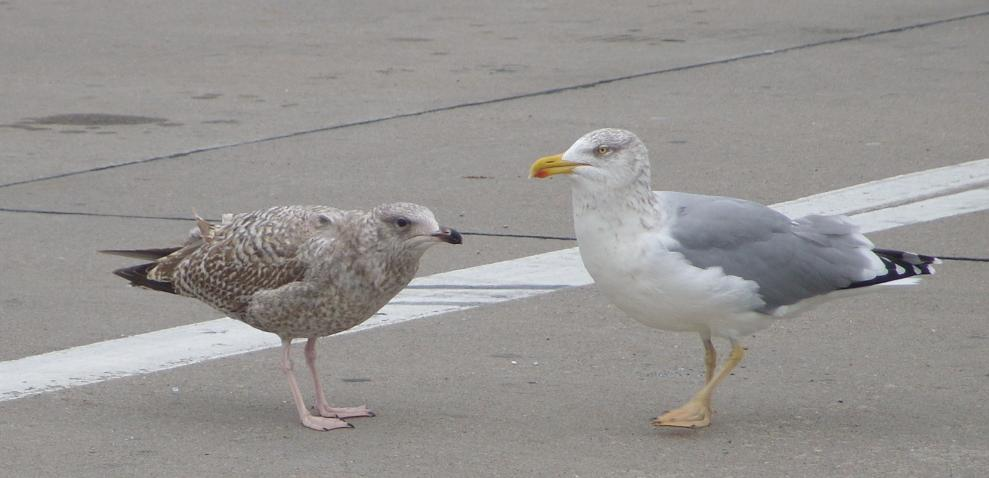
Adult i vinterdräkt av varianten omissus med gula ben (inte att förväxla med medelhavstrut) tillsammans med juvenil.

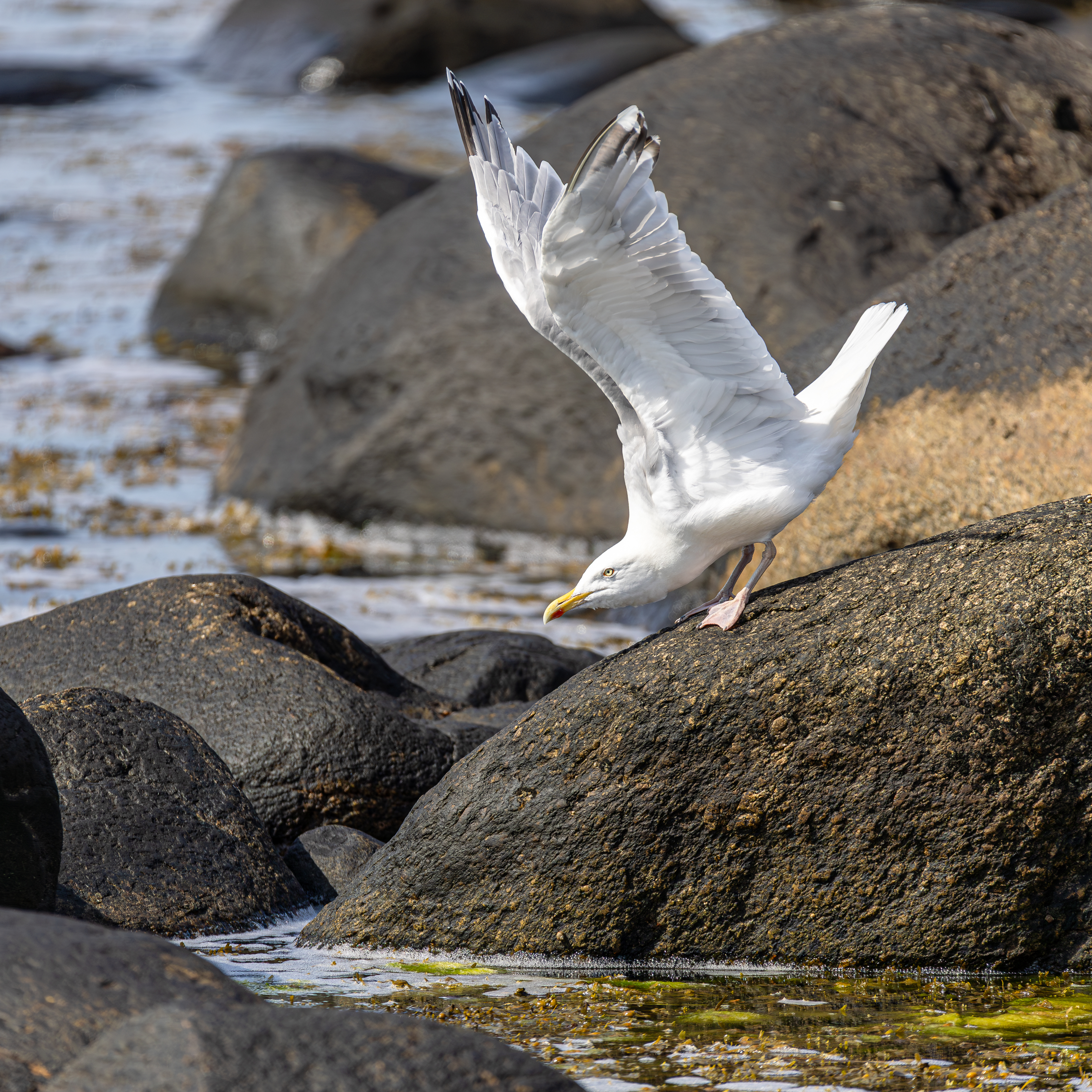
Adult gråtrut lyfter från klippa på den svenska västkusten.

Kön är i princip bara möjligt att bestämma under parning. Ungfåglarna är brunspräckliga med mörk näbb och mörka ögon, och det tar fyra år innan den har anlagt sin adulta fjäderdräkt. Läs mer om ruggning hos trutar och måsar.

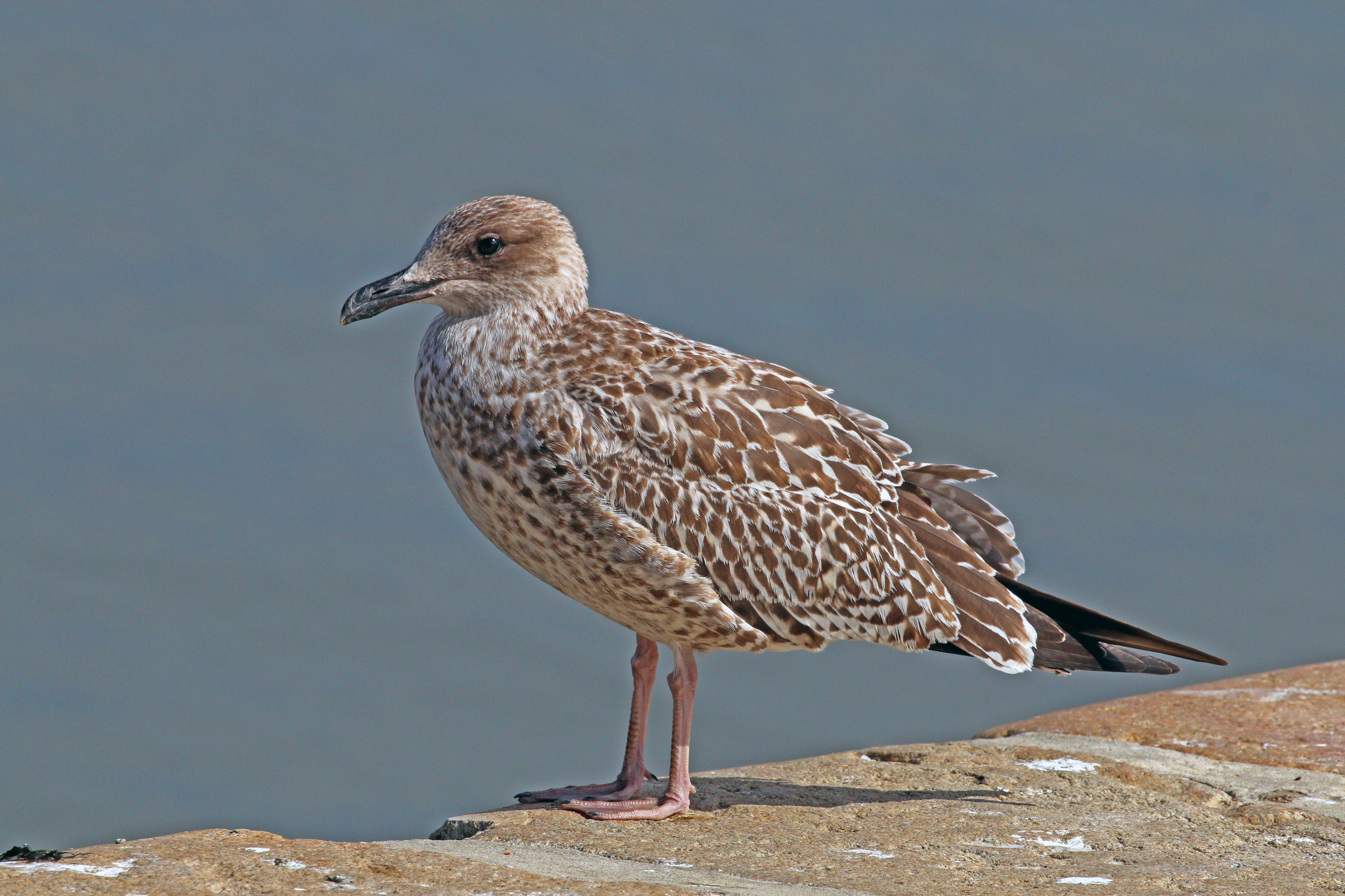
Juvenil (1k)
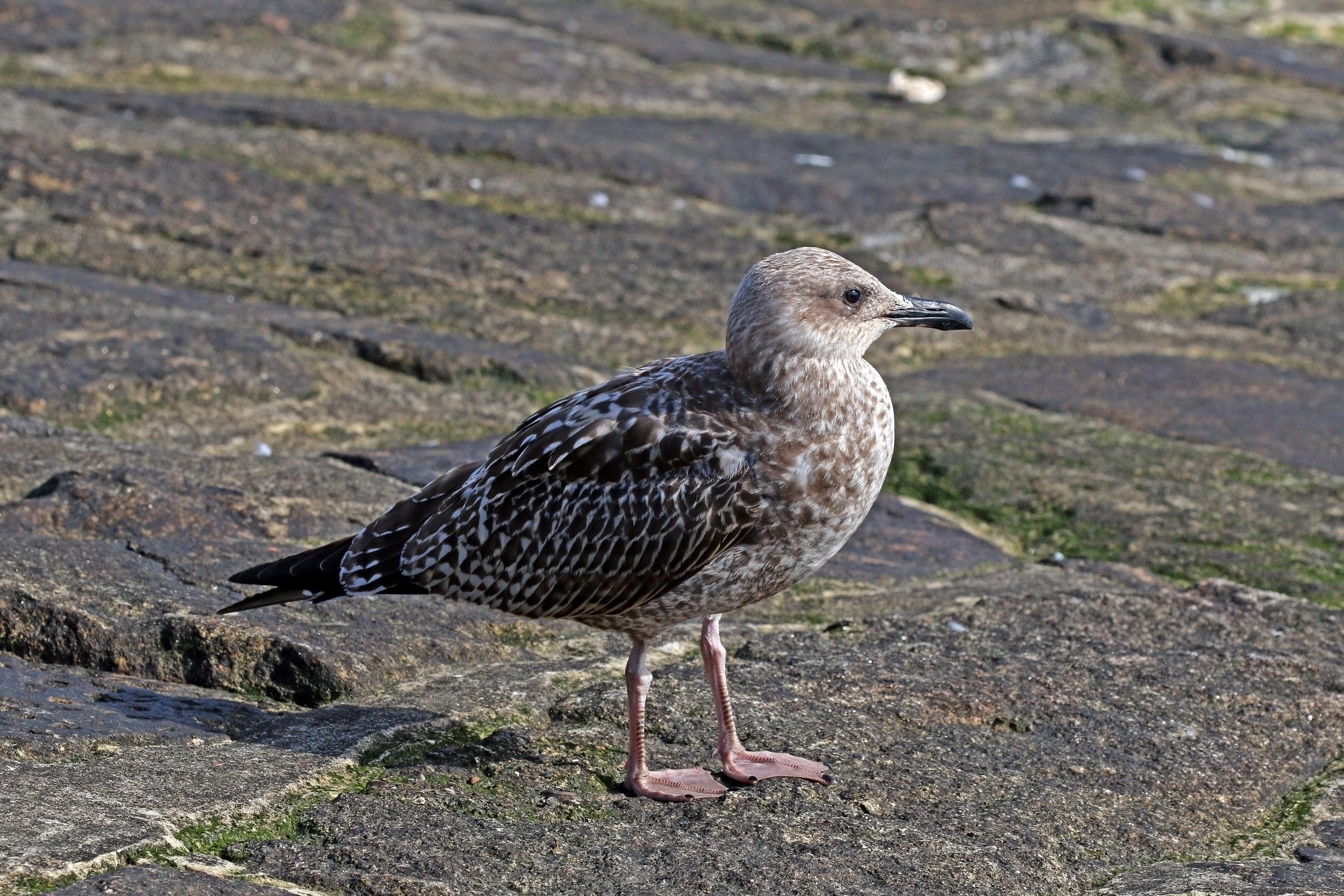
Första vinterdräkt (2k)
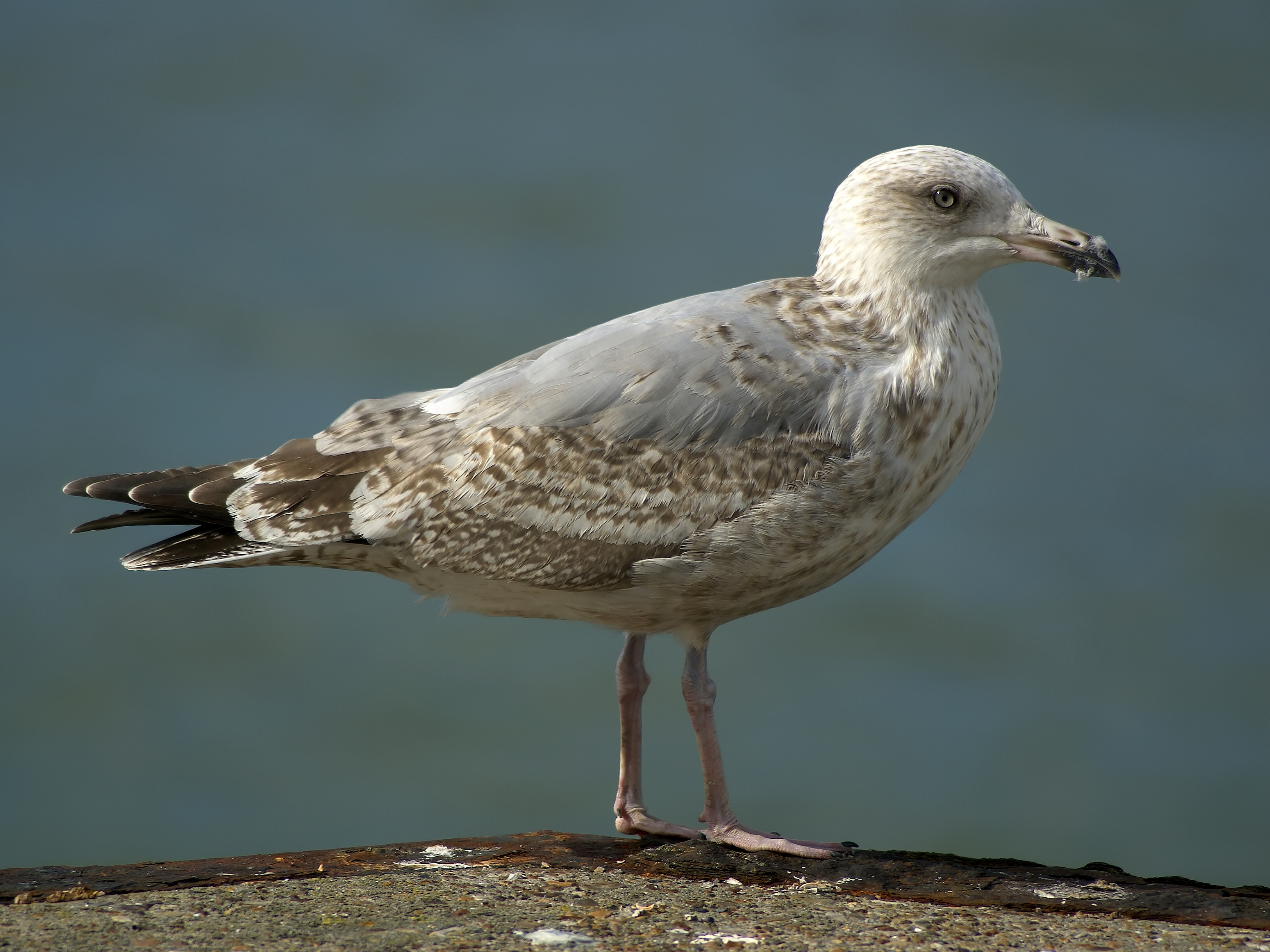
Andra vinterdräkt (3k)
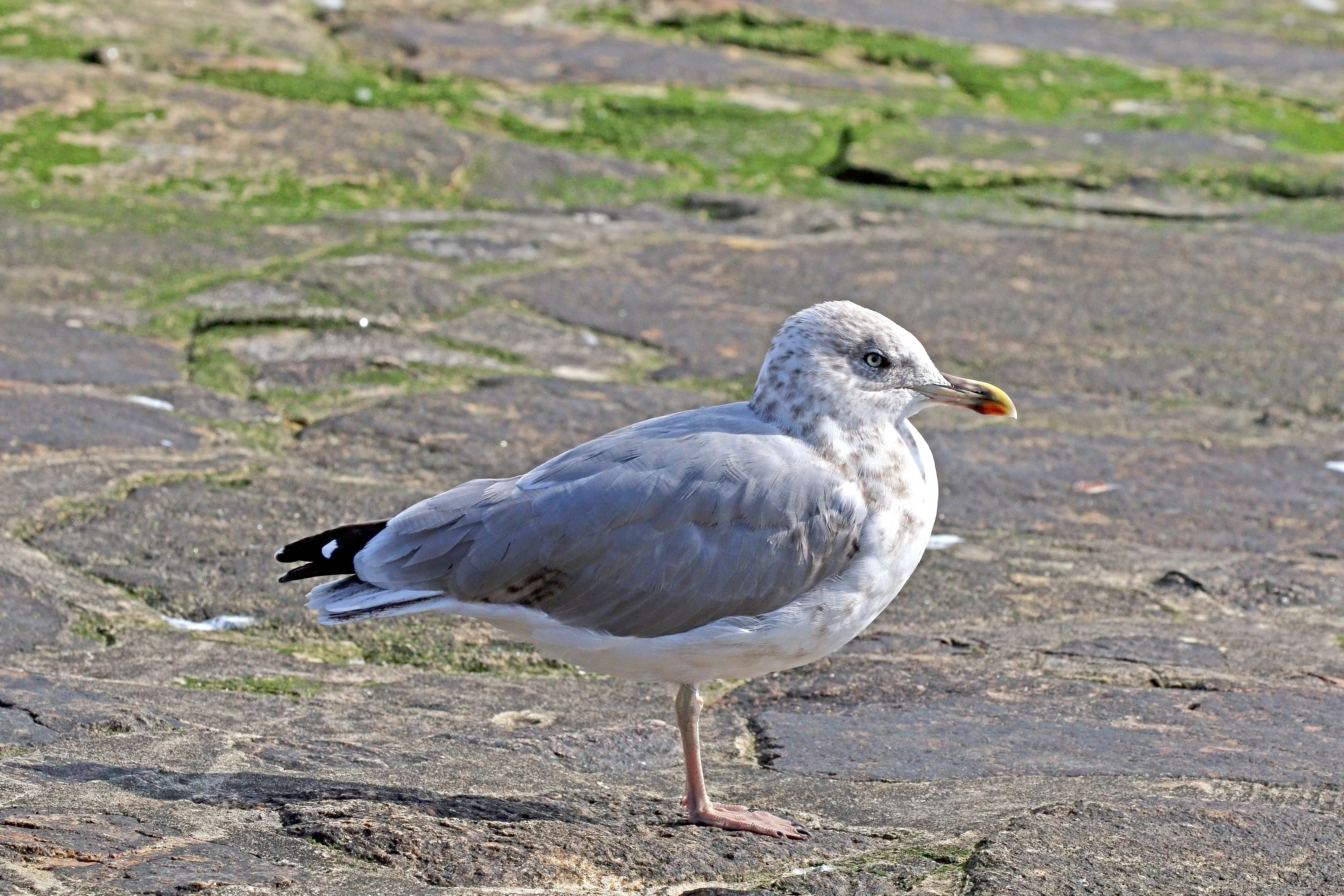
Tredje vinterdräkt (4k)

Gråtruten liknar fiskmåsen men är större och kraftigare, har bredare vingar, ljusare ögon och en kraftigare näbb. Den är också mycket lik flera andra gråmantlade trutar som tidigare behandlades som en del av arten (se Systematik nedan). Medelhavstruten (Larus michahellis) skiljer sig från gråtruten främst på sina gula ben. Dock finns det gråtrutsindivider med gulaktiga ben men de är aldrig så klargula som medelhavstrutens. Ryggen är något gråare än hos gråtruten. I förhållande till gråtrut har den mycket vitare huvud på hösten, och ett större svart parti av svart på vingspetsen med små vita fläckar. Den har en tunn röd orbitalring, som hos silltruten, medan gråtruten har en mörkgul ring.
Kaspisk trut är slankare än gråtrut, med mindre huvud, längre vingar och längre ben som är gulaktiga istället för gråtrutens tuggummiskära. Den står ofta mer upprätt med vingarna ganska lågt hållna och, antingen, med utskjutet bröst eller med sträckt hals. Den har vidare större utbredning av svart på de yttre vingpennorna och komplett svart band på sex vingpennor istället för gråtruten som vanligtvis har det på fem. Det svarta partiet på de yttre vingpennorna hos den kaspiska truten har en utbredning som en månskära medan gråtrutens är mer triangelformad. Kaspisk trut har oftast mörk pupill.
Nordamerikanska kanadatruten är ofta väldigt svår att skilja från gråtruten i adult dräkt, med likartad grå mantel, rosa färg på benen och likartad storlek. Ungfåglar avviker dock tydligt med sin mörkare dräkt och helsvart stjärt. Huvudet och sidan av kroppen är enfärgat mörkbruna och inte streckade som hos ung gråtrut. 

### Läte
Gråtruten har flera klagande eller skrockande läten. Den varnar ungar som hamnar på marken med ett hundliknande "wauff", som kan stegras till ett "wuuff-wauff", om faran ökar. Minst ett femtontal läten till står på repertoaren, men deras exakta innebörd är inte kända. Om vintern är trutarna för det mesta tysta, utom då de slåss om föda.

## Utbredning och systematik
Vilka trutbestånd som ska anses utgöra arten gråtrut har varit omtvistat. Idag begränsas gråtruten till bestånd i norra och västra Europa, från Barents hav till västra Frankrike, indelad i två underarter med följande utbredning:
- skandinavisk gråtrut[5] L. a. argenteus – häckar på Island, Färöarna, i Storbritannien och från västra Tyskland till västra Frankrike
- L. a. argentatus – häckar från Skandinavien till Kolahalvön i norr och Nederländerna i söder; övervintrar i norra och västra Europa

Tidigare omfattade gråtruten gråmantlade trutar över stora delar av norra halvklotet. Efter senare forskning som visar att de olika populationerna inte står varandra närmast och uppvisar små men tydliga skillnader i utseende, läten och spelbeteende har det så kallade gråtrutskomplexet delats upp och många tidigare underarter har idag vanligen artstatus:
- Kaspisk trut (L. cachinnans)
- Medelhavstrut (L. michahellis), med taxonet atlantis
- Armenisk trut (L. armenicus)
- Kanadatrut (L. smithsonianus)
- Vegatrut (L. vegae)
- Mongoltrut (L. mongolicus)

Kaspisk trut, medelhavstrut och armenisk trut urskildes som egna arter 2003 av Sveriges ornitologiska förening, nuvarande BirdLife Sverige. Det baserades på att dessa fyra arter inte hybridiserar speciellt ofta och att de har olika läten, morfologi och spelbeteenden. Den genetiska skillnaden är däremot ganska liten, vilket indikerar att artuppdelningen rent evolutionärt skett nyligen. 
2004 visade genetiska studier (Liebers m.fl.) att gråtruten inte alls är en så kallad ringart som tidigare var den allmänna uppfattningen. Tillsammans med silltruten ansågs den länge bilda en rascirkel; om man följer artens spridning österut ser man olika populationer som parar sig med varandra, men där ändarna möts är de reproduktivt isolerade, det vill säga olika arter. I fallet med gråtrutskomplexet ansågs förfadern ha sitt ursprung i området mellan Kaspiska havet och Aralsjön, där cachinnans utvecklades. Därifrån skulle den ha spridit sig åt tre håll:
- västerut via Medelhavet och in i Atlanten för att ge upphov till michahellis och atlantis
- österut genom Centralasien, vilket lett till mongolicus
- norrut till Norra Ishavet (heuglini, tundratrut)

Den norra utvecklingslinjen ska sedan ha delat på sig, med en utvecklingslinje åt väster som resulterat i silltruten och en åt öster genom östra Asien (vegae) och Nordamerika (smithsonianus). Nordamerikanska bestånd ska senare ha korsat Atlanten för att ge upphov till argentatus och argenteus.

Illustration av teorin att gråtrutskompleхet skulle utgöra en rascirkel.
(1: argentatus, 2: fuscus, 3: heuglini, 4: birulai, 5: vegae, 6: smithsonianus, 7: argenteus)

Liebers m.fl. föreslår istället att komplexet visserligen till viss del hade sitt ursprung mellan Kaspiska havet och Aralsjön. Därifrån spred fågeln sig enbart norrut och delades i två utvecklingslinjer. Den västliga gav upphov, likt den tidigare teorin, till silltruten, men den östliga inkorporerade förutom vegae, mongolicus och smithsonianus även vittruten, östasiatiska skiffertruten samt nordamerikanska arterna gråvingad trut och vitvingad trut. Vidare fanns ytterligare ett ursprungsområde i västra Atlanten som gav upphov till argentatus/argenteus, medelhavstrut, armenisk trut och havstrut. Havstruten tros ha utvecklats i isolering, troligen i nordöstra Nordamerika, innan den spred sig till Europa. Enligt denna teori står alltså gråtrutar i Europa närmare havstrut än amerikanska smithsonianus, som istället har band med flera andra arter.
Denna forskning resulterade i att Sveriges ornitologiska förening 2010 urskilde smithsonianus som den egna arten kanadatrut och 2017 (då som BirdLife Sverige) även vegae och mongolicus, som vegatrut och mongoltrut. Denna indelning har också slagit igenom internationellt i världslistan AviList.

### Förekomst i Sverige
Gråtruten häckar allmänt runt Sveriges kuster, vid sjöar och vattendrag, och övervintrar ofta i mellersta och södra Sverige. Den syns även till i södra Lappland, Västerbotten och Nordsjön.

## Ekologi

### Biotop

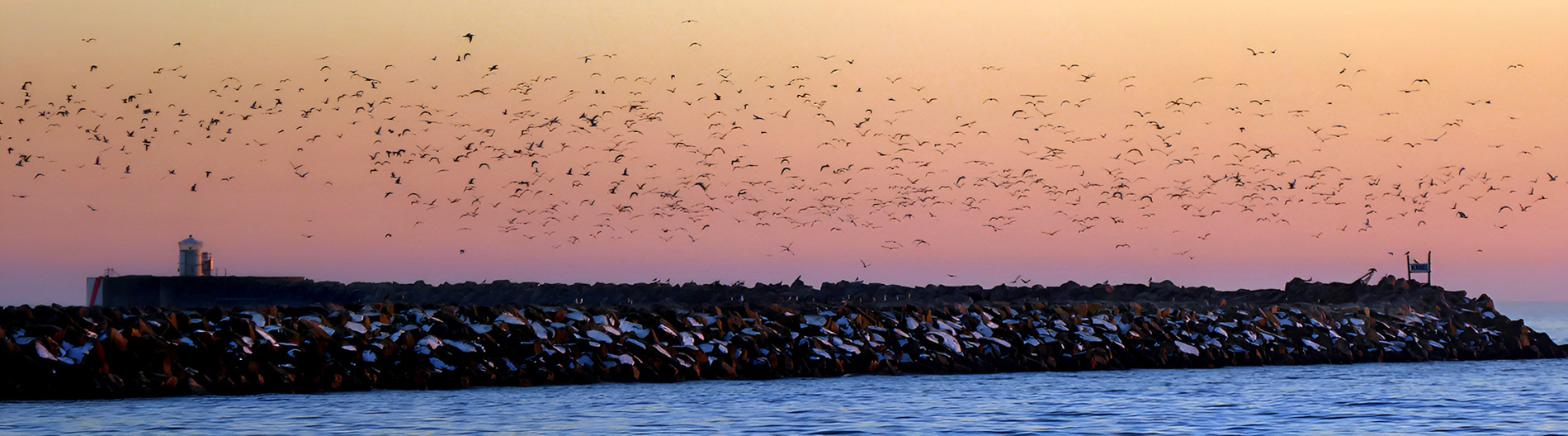
Vid kvällning kan det samlas stora flockar med gråtrut.

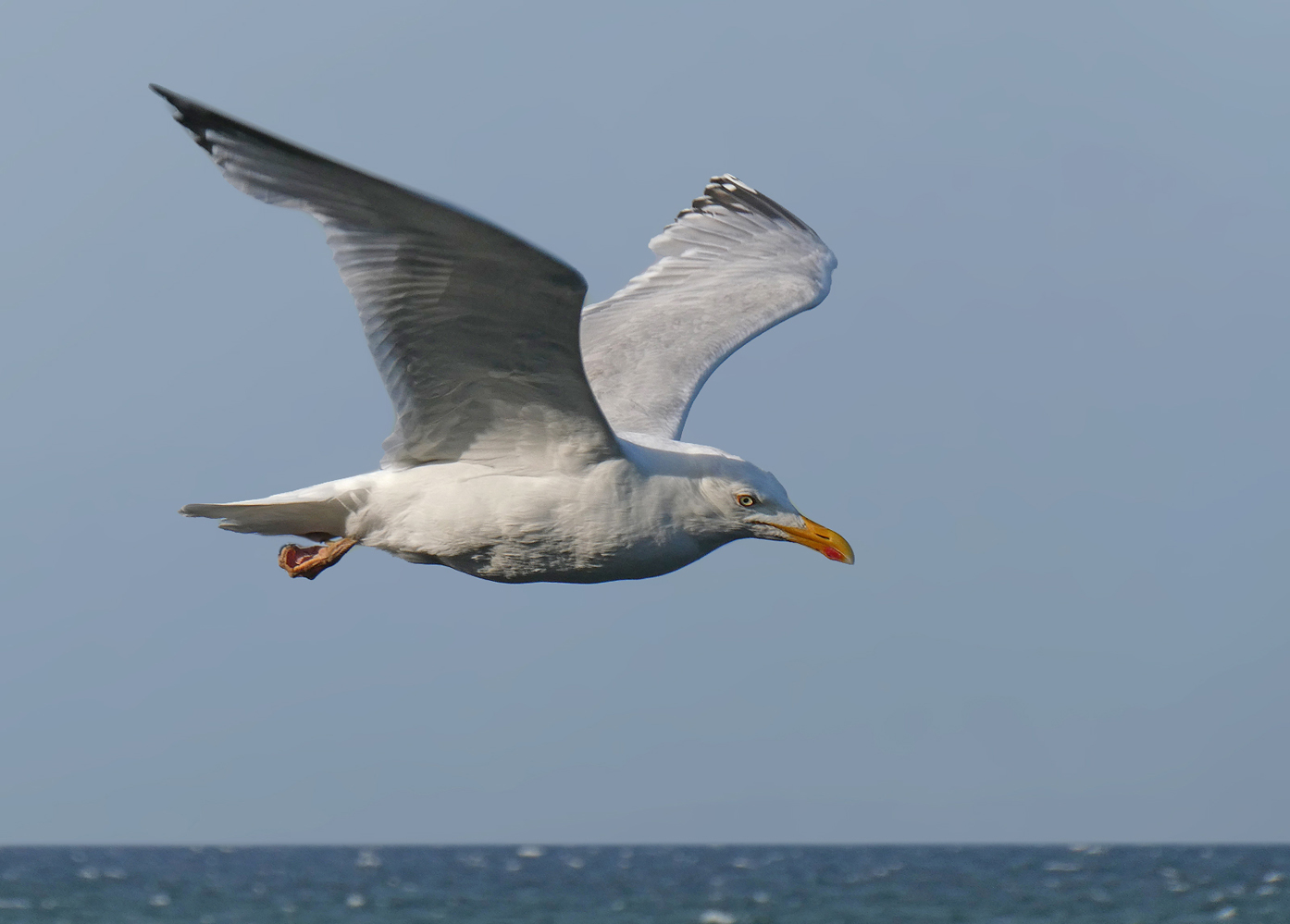
Vuxen gråtrut av omissus varianten.

Gråtruten är en havsfågel som förekommer utmed kusten, i hamnar, vid stora sjöar och våtmarker. I Nordamerika förekommer den i större utsträckning även i inlandet. Den har framgångsrikt anpassat sig till människan och häckar i kuststäder och vid soptippar.

### Häckning

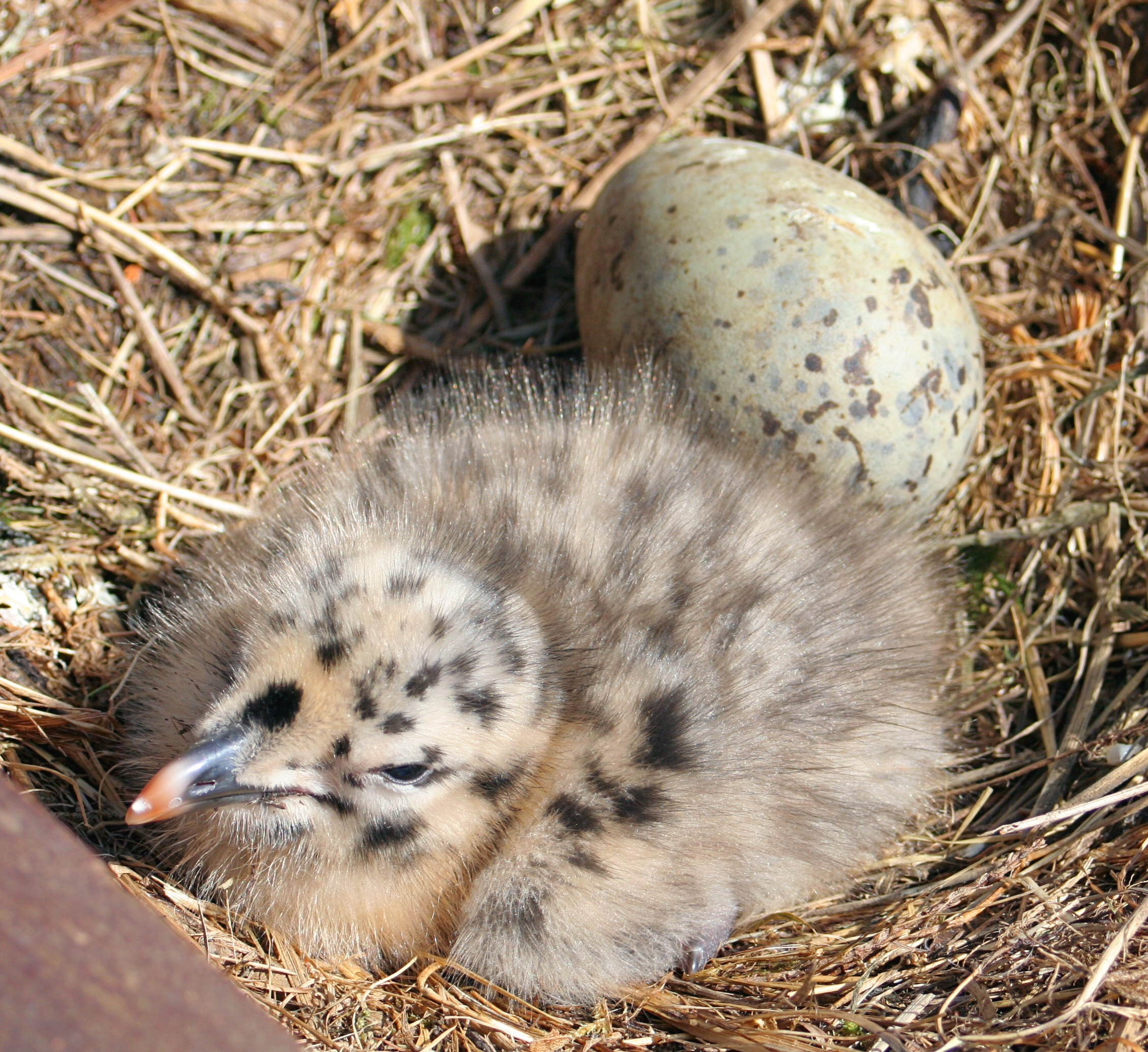
En bounge med ett ägg.

Gråtruten häckar i slutet av april till i början av maj. Boet lägger den i en skreva i berget eller någon klipphylla. Några fåglar bygger bo vid större insjöar. På många ställen häckar gråtrut direkt på marken i stora kolonier. I städer placeras gärna ofta boet i de klykor som bildas mellan skorstenar och spetsiga tak. Den häckar mer sällan på helt platta tak liksom på för höga hus. Boet består av ett enkelt rede av torrt gräs, rötter, mossa, tång men även tidningspapper och annat som trutarna hittar. De lägger nästan alltid tre ägg, men två eller fyra ägg förekommer mer sällsynt. Äggen är gröngråa med mörkbruna fläckar och läggs ett och ett under ungefär en veckas tid. Ruvningen påbörjas inte förrän samtliga ägg lagts varför ungarna nära nog kläcks samtidigt efter 28–30 dygn.
Under ruvningsperioden är gråtruten tyst för att inte dra uppmärksamhet till sig. Ju större ungarna blir desto mer föda kräver de och ju mer låter de sig höras. Ungarna tigger mat genom att picka på den röda fläcken som finns på föräldrarnas undernäbbar. När ungarna börjat flyga (de övar tidigt blåsiga dagar) kräver de ofta fortfarande att bli matade av sina föräldrar (även om mat finns att tillgå). Vissa ungar kan formligen jaga föräldrarna under augusti, innan de till sist börjar leta föda själva. Under den första flygga tiden följer föräldrarna med ungarna och visar hur man hittar mat. Om en gråtrutsunge hotas av en predator eller dylikt kan andra gråtrutar i närheten hjälpa till att jaga bort angriparen genom att bland annat störtdyka mot hotet. Utflugna ungar som blivit av med sina föräldrar ses ibland följa med flockar av andra trutfåglar, exempelvis skrattmås. Yngre föräldrar misslyckas oftare att få alla ungar flygga.

### Föda
Gråtruten är en opportunist vad gäller föda. Den äter fisk och fiskavfall, kräftor och musslor, maskar, insekter, fågelägg och fågelungar. I städer äter de främst avfall och bortkastad mat. 

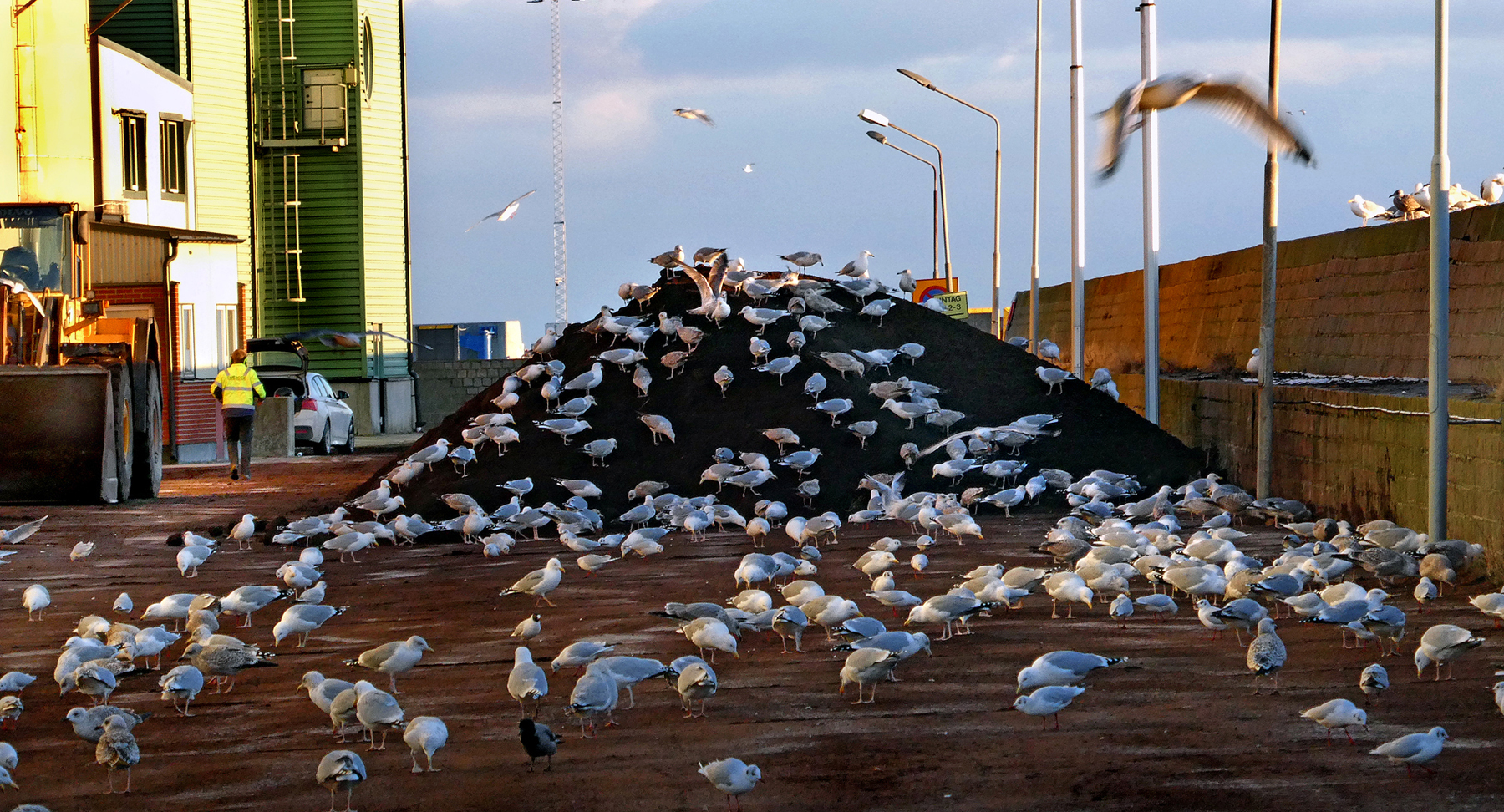
Gråtrutar födosöker i en hög med bränd säd vid Lantmännens i Ystad 2021.

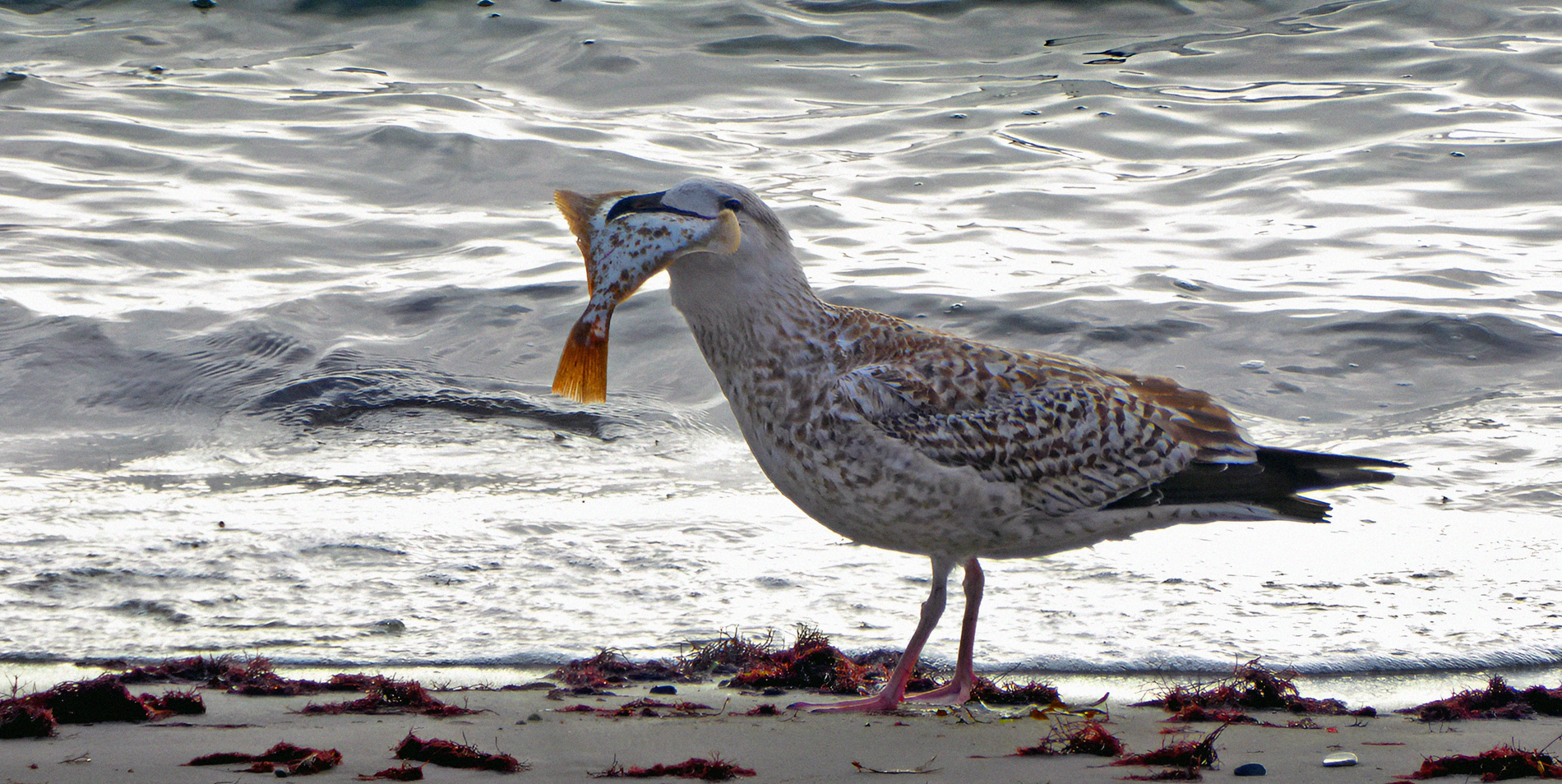
En ung gråtrut sväljer en hel plattfisk.

## Gråtruten och människan

### Status och hot
Gråtruten har ett stort utbredningsområde, men minskar i antal globalt. Beståndet uppskattas till 531 000–608 000 par. Studier visar att arten minskat med hela 37 % de senaste tre generationerna. Möjligen återspeglar inte datan den verkliga populationsutvecklingen. Dels är uppgifterna från både Norge och Storbritannien, som tillsammans rymmer merparten av gråtrutspopulationen i världen, osäkra, dels är kunskapen mycket dålig om gråtrutens expansion i urbana miljöer, där data tyder på att den ökat kraftigt i antal.
I både Storbritannien och Norge tros den trots osäkerheten ha minskat i antal, liksom i ett stort antal andra länder som Nederländerna, Finland, Estland, Tyskland. Irland, Frankrike och Sverige (läs mer nedan). I Danmark ökar den dock kraftigt i antal, troligen till följd av omlokalisering av kolonier från Sverige. Vad minskningen beror på är oklart men det spekuleras i att det beror på en längre fluktuation och att detta är resultatet av en tidigare ökning. Sentida minskning kan också bero på att mängden öppna soptippar och övrig avfallshantering har förbättrats vilket minskar tillgången på lätt tillgänglig föda för gråtruten.

#### Status i Sverige
I Sverige minskar gråtruten kraftigt i antal, med mellan 56 och 72 % de senaste 30 åren. Trenden tenderar dock att plana ut. Orsakerna bakom minskningen tros vara födobrist, sjukdomar (tiaminbrist), predation från mink och jakt. Beståndet uppskattas till 61 000 par, varav ungefär 65 % finns längs Ostkusten. Den är upptagen på Artdatabankens röda lista för hotade arter, sedan 2020 listad i kategorin sårbar.

### Namn
Gråtrut kallas ibland för gråmås och på den södra delen av västkusten för gal, gale eller hagale. I norra Bohuslän kallas den oftast för "måve" vilket även omfattar andra arter av mås. Ett äldre bohuslänskt namn är skåre. Den har tidigare även kallats silfvermås och dialektalt på Gotland för bergsgjause.